# ماموتيات
ماموتِيَّات (بالإنجليزية: Mammutidae) هي فصيلة منقرضة من الخرطوميات التي ظهرت خلال العصر الأوليغوسيني وظلت على قيد الحياة حتى بداية العصر الهولوسيني. تم وصف هذه الفصيلة لأول مرة في عام 1922، حيث صنفت عينات أحفورية من نوع جنس Mammut الماستودون (الصناجة)، ومنذ ذلك الحين تم وضعها في تصنيفات مختلفة من الرتب. اشتق اسم "mastodon" من اليونانية، μαστός «الحلمة» و ὀδούς «السن»، كما هو الحال مع الجنس، في إشارة إلى خاصية تميزهم عن العائلات الحليفة. تم تعيين جنس Zygolophodon أيضًا لهذه الفصيلة. تراوحت أعداد الماموتيات على نطاق واسع، حيث وجدت الحفريات في أمريكا الشمالية وأفريقيا وفي جميع أنحاء أوراسيا.

## الاكتشافات

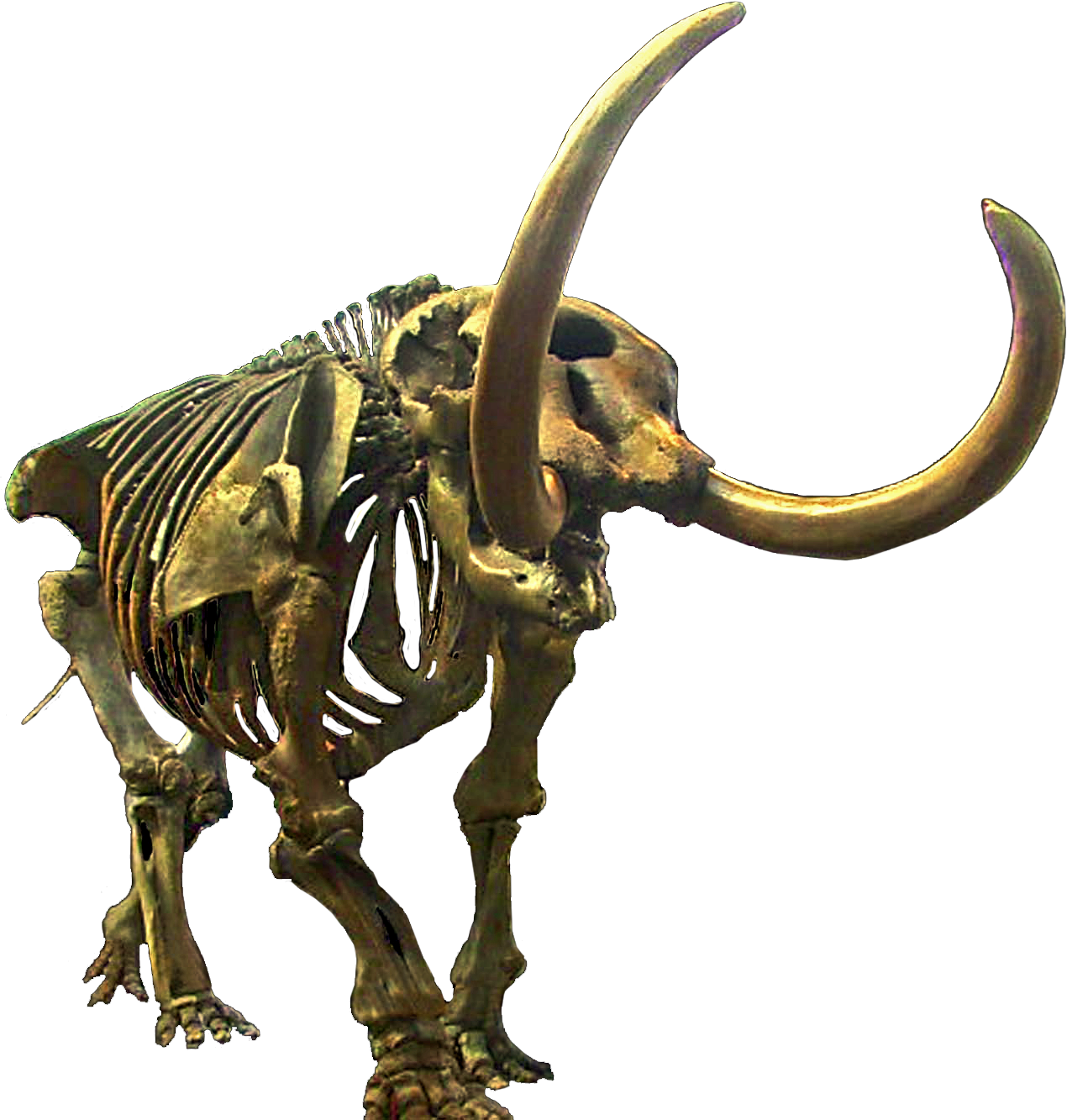
هيكل عظمي مصبوب Mammut americanum تم إنتاجه وتوزيعه بواسطة Triebold Paleontology Incorporated

في أغسطس 2008، اكتشف عمال المناجم في رومانيا الهيكل العظمي لحيوان الماستودون يبلغ من العمر 2.5 مليون عام، ويُعتقد أنه أحد أفضل الأنواع المحفوظة في أوروبا. كانت تسعون بالمائة من عظام الهيكل العظمي سليمة، مع تلف في الجمجمة والأنياب. في عام 2009، اكتشفت عائلة في بورتلاند بولاية ميشيغان عظام ماستودون أثناء حفر بركة جديدة في ممتلكاتهم. إنه واحد من حوالي 250 حيوان ماستودون تم العثور عليها في ميشيغان خلال القرن الماضي.
تم إجراء أول عملية حفر لاكتشاف أحافير الماستودون في قرية Elmacık في مقاطعة Burdur ، تركيا، في عام 2006. اعتبارًا من يوليو 2009، تم اكتشاف ستة أحافير ماستودون في القرية.
في أغسطس 2011، تم العثور على هيكل عظمي للماستودون بالقرب من توميسلافغراد في البوسنة والهرسك. في نوفمبر 2011، تم اكتشاف هيكل عظمي للحيوان في دايتونا بيتش ، فلوريدا، أثناء بناء بركة تخزين. يتم دراسة الاكتشاف من قبل متحف دايتونا بيتش للفنون والعلوم.

## التطور
يُفترض تقليديًا أن الثدييات هي المجموعة القاعدية داخل مجموعة Elephantimorpha ، حيث تكون gomphotheres أكثر ارتباطًا بالفيلة. ومع ذلك تشير الدلائل الحديثة المتعلقة بالجزيئات  وعلم التشكل  إلى أن trilophodont gomphotheres والماموتيدي أكثر ارتباطًا ببعضها البعض من الفيلة.